# Consociatio modorum
Consociatio modorum, zabieg kompozytorski występujący w polifonii średniowiecza i renesansu, którego założeniem jest dostosowanie ambitusu skali kościelnej, w której napisany jest utwór, do możliwości rejestrowych poszczególnych głosów kompozycji. Zabieg ten polega na tym, że część głosów wykorzystuje odmianę autentyczną skali, a część plagalną.
Na przykład  w czterogłosowym utworze w skali doryckiej, sopran i tenor wykorzystują skalę autentyczną (ambitus sopranu: d1-d2, tenoru: d-d1), a alt i bas plagalną czyli hipodorycką (ambitus altu: a-a1, basu: A-a).
Consociatio modorum wykorzystywane jest również w imitacji do stworzenia mechanizmu odpowiedzi tonalnej: temat w jednym głosie wchodzi w skali autentycznej, a odpowiedź w drugim głosie w plagalnej albo odwrotnie. Zwykle, aby odpowiedź mieściła się w ambitusie swojej skali, należy nieznacznie zmienić jej melodię - najczęściej polega to na zmniejszeniu jednego z interwałów na jej początku (np. kwinta staje się kwartą).